# BMW R 1200 GS Adventure K255
Die BMW R 1200 GS Adventure [ədˈvɛntʃə] ist ein Motorrad des deutschen Fahrzeugherstellers BMW. Die Reiseenduro wurde am 15. November 2005 auf der internationalen Motorradmesse EICMA in Mailand der Presse vorgestellt. Von 2006 bis 2013 wurden 79.118 Adventure auf Basis der BMW R 1200 GS (K25) im BMW-Werk Berlin in Spandau hergestellt. Wie alle Modelle der R-Reihe wird die Adventure von einem Boxermotor angetrieben. Die Modellbezeichnung GS bedeutet Gelände/Straße, der interne Werkscode lautet K25.

## Technik

### Antrieb
Der Antrieb erfolgt durch einen luft- und ölgekühlten Zweizylindermotor mit 1170 cm³ Hubraum. Der Boxermotor erzeugt eine Nennleistung von 81 kW (110 PS) und ein maximales Drehmoment von 120 Nm bei einer Drehzahl von 6000 min−1.

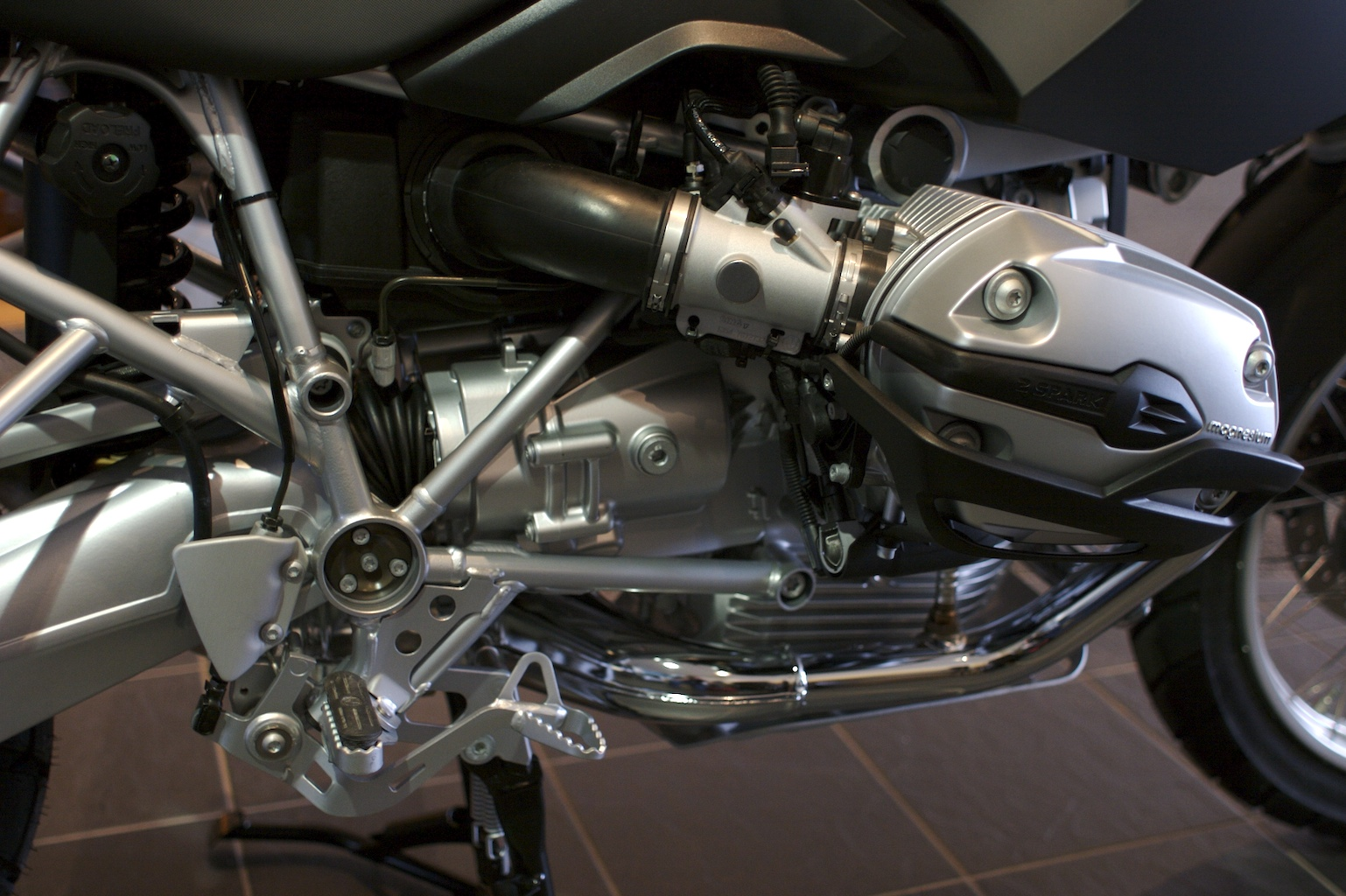
Zylinderkopf und Antriebsstrang des Boxermotors

Die vier Ventile je Zylinderkopf werden von zwei kettengetriebenen, obenliegende Nockenwellen über Tassenstößel angesteuert. Die zwei Zylinder haben eine Bohrung von ⌀ 101 mm Durchmesser, die Kolben einen Hub von 73 mm bei einem Verdichtungsverhältnis von 12,0:1. Aufgrund strenger Abgasvorschriften läuft der Motor sehr mager und heiß.
Das Motorrad beschleunigt in 4,3 Sekunden von 0 auf 100 km/h und erreicht laut Zulassungsbescheinigung eine Höchstgeschwindigkeit von 203 km/h. Die Fachzeitschrift Motorrad News ermittelte eine Höchstgeschwindigkeit von 212 km/h.

### Fahrwerk
Das Fahrwerk baut auf einem zweiteiligen Gitterrohrrahmen auf, der sich aus Vorder- und Heckrahmen zusammensetzt und eine mittragende Motor-Getriebe-Einheit hat. Der vordere Hilfsrahmen besteht aus Aluminiumguss, der Heckrahmen aus Stahlrohr.

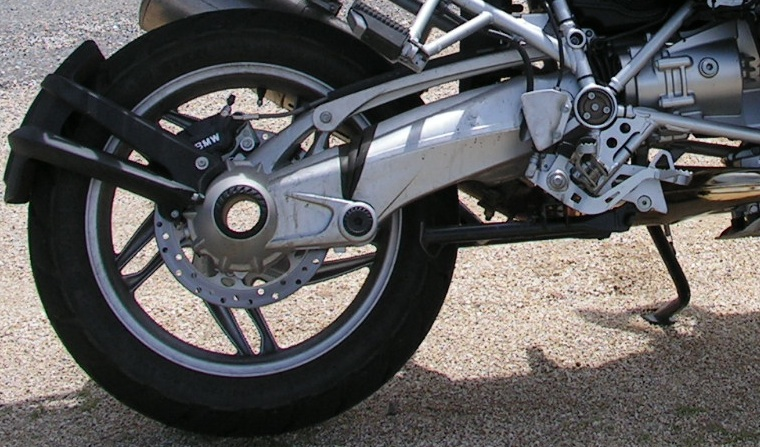
Paralever mit oben liegender Momentabstützung

Die vordere Telelever-Gabel hat ⌀ 41 mm Standrohrdurchmesser und 210 mm Federweg. Die hintere Aluminium-Einarmschwinge mit Paralever-Momentabstützung hat ein Zentralfederbein und 220 mm Federweg. Die Federvorspannung ist vorn fünffach mechanisch einstellbar, hinten ist die Federvorspannung mittels Handrad hydraulisch stufenlos verstellbar, auch die Zugstufendämpfung ist einstellbar. Der Lenkkopf hat einen Anstellwinkel von 24,8 Grad, der Nachlauf beträgt 89 mm.
Die Kraftumwandlung erfolgt durch ein klauengeschaltetes Sechsganggetriebe mit Schrägverzahnung, die Krafttrennung durch eine hydraulisch betätigte Einscheiben-Trockenkupplung und der Sekundärantrieb über einen Kardanantrieb. Die Zulässige Gesamtmasse beträgt 475 kg. Mit dem von Touratech entwickelten Koffersystem aus Aluminium wiegt das vollgetankte Motorrad 291 kg, wodurch sich die maximale Zuladung auf 184 kg reduziert.

### Bremsanlage
Eine schwimmend gelagerte Doppelscheiben-„Evo“-Bremse mit 305 mm Durchmesser und einem 4-Kolben-Festsattel verzögert das Vorderrad. Am Hinterrad arbeitet eine Einscheibenbremse mit 265 mm Durchmesser und Doppel-Kolben-Schwimmsattel. Die Bremsanlage wird von einem abschaltbaren, teilintegralen Antiblockiersystem unterstützt. Das Motorrad benötigt 40,5 Meter für die Verzögerung aus 100 km/h in den Stand auf trockener Fahrbahn mit aktiviertem Antiblockiersystem.
Die Adventure wird serienmäßig mit Kreuzspeichenrädern ausgeliefert. Die Felgengrößen betragen 2,50×19″ vorn und 4,00×17″ hinten. Die Bereifung hat vorne die Maße 110/80R19 und hinten 150/70R17.

### Kraftstoffversorgung
Die Gemischbildung geschieht durch eine elektronische Saugrohr-Kraftstoffeinspritzung. Die Zündung erfolgt digital gesteuert durch zwei transistorgesteuerte Zündspulen je Zylinder. Der Hersteller empfiehlt die Verwendung von bleifreiem Motorenbenzin mit einer Klopffestigkeit von mindestens 95 Oktan. Der Kraftstofftank hat ein Volumen von 38 Liter, ab der Modellüberarbeitung nur noch 33 Liter, davon sind 4 Liter Reserve. Der Viertaktmotor verbraucht durchschnittlich 5,6 Liter Kraftstoff auf 100 km und hat eine theoretische Reichweite von 678 km (MÜ: 589 km).

### Elektrisches System
Die Starterbatterie hat eine Kapazität von 14 Amperestunden und versorgt den elektrischen Anlasser. Die Lichtmaschine erzeugt eine elektrische Leistung von 720 Watt. Das Cockpit setzt sich aus den Rundanzeigen des Tachometers und des Drehzahlmessers und der Flüssigkristallanzeige des Fahrerinformationsdisplays (FID) zusammen.

### Abgasanlage
Die Abgasnachbehandlung erfolgt durch einen geregelten Drei-Wege-Katalysator und unterschreitet die Grenzwerte der Schadstoffklasse EURO3. Die zwei Abgaskrümmer münden am Heck auf der linken Fahrzeugseite in einen Endschalldämpfer aus Edelstahl.

## Modellentwicklung
Gegenüber dem Vorgängermodell BMW R 1150 GS Adventure wurde die Nennleistung durch 2,5 mm mehr Hub und eine höhere Verdichtung um 10 kW (14 PS) gesteigert. Das Leergewicht stieg um 14 kg auf 263 kg.
| Bauzeit                  | 2006–2007 | 2008–2009 | 2010–2013 | seit 2014 |
| ------------------------ | --------- | --------- | --------- | --------- |
| Baureihe                 | K255      | K255      | K255      | K51       |
| Typschlüssel D.2 [EU/US] | 0382/0397 | 0380/0390 | 0470/0480 | 0A02/0A12 |
| Nennleistung [kW/PS]     | 72/98     | 77/105    | 81/110    | 92/125    |
| max. Drehmoment [Nm]     | 115       | 115       | 120       | 125       |
| Zündkerzen pro Zylinder  | 2         | 2         | 2         | 1         |
| Klopfregelung            | ja        | ja        | ja        | nein      |

Die Adventure wurde zweimal technisch überarbeitet. 2008 wurde der Kompressionsdruck und die Nennleistung um 7 PS erhöht, das Getriebe mit größeren Lagern versehen und kürzer übersetzt und ein elektronisch einstellbares Fahrwerk (Enduro-ESA) eingeführt. Die elektrische Leistung der Lichtmaschine wurde von 600 auf 720 Watt gesteigert und der Motorradsattel dicker gepolstert.
2010 bekam der Boxermotor die Zylinderköpfe der Race-Replica HP2 Sport mit zwei Nockenwellen (dohc) und größeren Drosselklappen. Zusammen mit größeren Ventilen, optimierten Brennräumen und Kanälen und neuer Luftführung stieg die Nennleistung um weitere 5 PS. Das Abgassystem wurde um eine im Abgaskrümmer sitzende, elektronisch gesteuerte Auspuffklappe ergänzt.

## Marktpositionierung
Die Adventure ist in der Klasse der Reiseenduros mit über einem Liter Hubraum unterdurchschnittlich motorisiert.
| Hersteller | Name                   | Motor | Hubraum | kW  | PS  | Nm  | Leergewicht (kg) | Sitzhöhe (cm)        | Bauzeit   |
| ---------- | ---------------------- | ----- | ------- | --- | --- | --- | ---------------- | -------------------- | --------- |
| KTM        | 1190 Adventure         | V2    | 1195    | 110 | 150 | 125 | 217              | 87,5 (89 R-Variante) | 2013–2016 |
| Ducati     | Multistrada 1200       | V2    | 1198    | 110 | 150 | 119 | 209              | 82,5–84,5            | seit 2010 |
| Triumph    | Tiger Explorer         | R3    | 1215    | 101 | 137 | 121 | 259              | 84–86                | seit 2012 |
| Honda      | VFR 1200 X Crosstourer | V4    | 1237    | 95  | 129 | 126 | 275              | 85                   | seit 2012 |
| Aprilia    | ETV 1200 Caponord      | V2    | 1197    | 94  | 128 | 116 | 251              | 84                   | seit 2013 |
| Benelli    | TreK 1130              | R3    | 1131    | 92  | 125 | 112 | 230              | 85                   | 2007–2015 |
| BMW        | R 1200 GS (K50)        | B2    | 1170    | 92  | 125 | 125 | 238              | 85/87                | seit 2013 |
| Kawasaki   | Versys 1000            | R4    | 1043    | 87  | 118 | 102 | 250              | 84                   | seit 2012 |
| Yamaha     | XT 1200 Z Super Ténéré | R2    | 1199    | 81  | 110 | 114 | 261              | 84,5–87              | seit 2010 |
| BMW        | R 1200 GS Adventure    | B2    | 1170    | 81  | 110 | 120 | 263              | 89/91                | 2006–2013 |
| Moto Guzzi | Stelvio 1200           | V2    | 1151    | 77  | 105 | 113 | 251              | 82/84                | 2008–2016 |

Zusammen mit dem Basismodell BMW R 1200 GS dominierte die Adventure über den gesamten Produktionszeitraum die deutsche Zulassungsstatistik. Neben der Standardversion gab es noch die Sondermodelle „30 years GS“ (ab 2010), „Triple Black“ (ab 2011) und „90 Jahre BMW Motorrad“ (ab 2013).
Am 7. Oktober 2013 wurde in einer offiziellen Pressemitteilung die Nachfolgerin auf Basis der BMW R 1200 GS (K50) vorgestellt.

## Rezension
Bekannt wurde die R 1200 GS Adventure durch die zehnteilige Dokumentarserie Long Way Down (2007) mit Ewan McGregor und Charley Boorman.

## Kritiken
„Der luft/ölgekühlte Vierventil-Boxer dreht ebenso wie in der GS 1200 frech und frei wie nie zuvor. Und ist schon die Schwester ein großer Wurf, setzt die Adventure noch eins drauf: Der geteilte, klappbare Bremshebel, die breiten, gezahnten Fußrasten, der stabile Sturzbügel sowie die jeweils um 20 Millimeter verlängerten Federwege verbessern die Geländetauglichkeit nochmals erheblich.“

„Auch wenn bestimmt 95 Prozent aller Besitzer Autobahnen und Landstraßen bevorzugen. In der Stadt sind die 256 Kilogramm Leergewicht recht mühsam zu bewegen, trotz 81 kW/110 PS und butterweich zu schaltenden Sechsgang-Getriebe. Die GS ist zu ausladend für den kurzen Ampel-Zwischensprint, das Durchschlängeln zwischen Fahrzeugkolonnen in der Rushhour anstrengend und das kurze Auf- und Abspringen beim Einkauf mühsam.“

„Eine dick gepolsterte Sitzbank, ein breiter Lenker – die hohe und einfach mit zwei Schrauben verstellbare Scheibe – das verwöhnt auf langen Reisen. Und genau das ist das Revier der GS – ob nun Landstraße oder Schotter, ob nun Deutschland oder die staubige Wüste Afrikas. Die 110 PS sind stets angenehm zu dosieren, meist völlig ausreichend und harmonisieren mit dem butterweich zu schaltendem 6 Gang Getriebe perfekt.“